# Saint-Dionizy
Saint-Dionizy is een gemeente in het Franse departement Gard (regio Occitanie). De plaats maakt deel uit van het arrondissement Nîmes. Saint-Dionizy telde op 1 januari 2022 1.071 inwoners.

## Geografie
De oppervlakte van Saint-Dionizy bedroeg op 1 januari 2022 3,42 vierkante kilometer; de bevolkingsdichtheid was toen 313,2 inwoners per km².

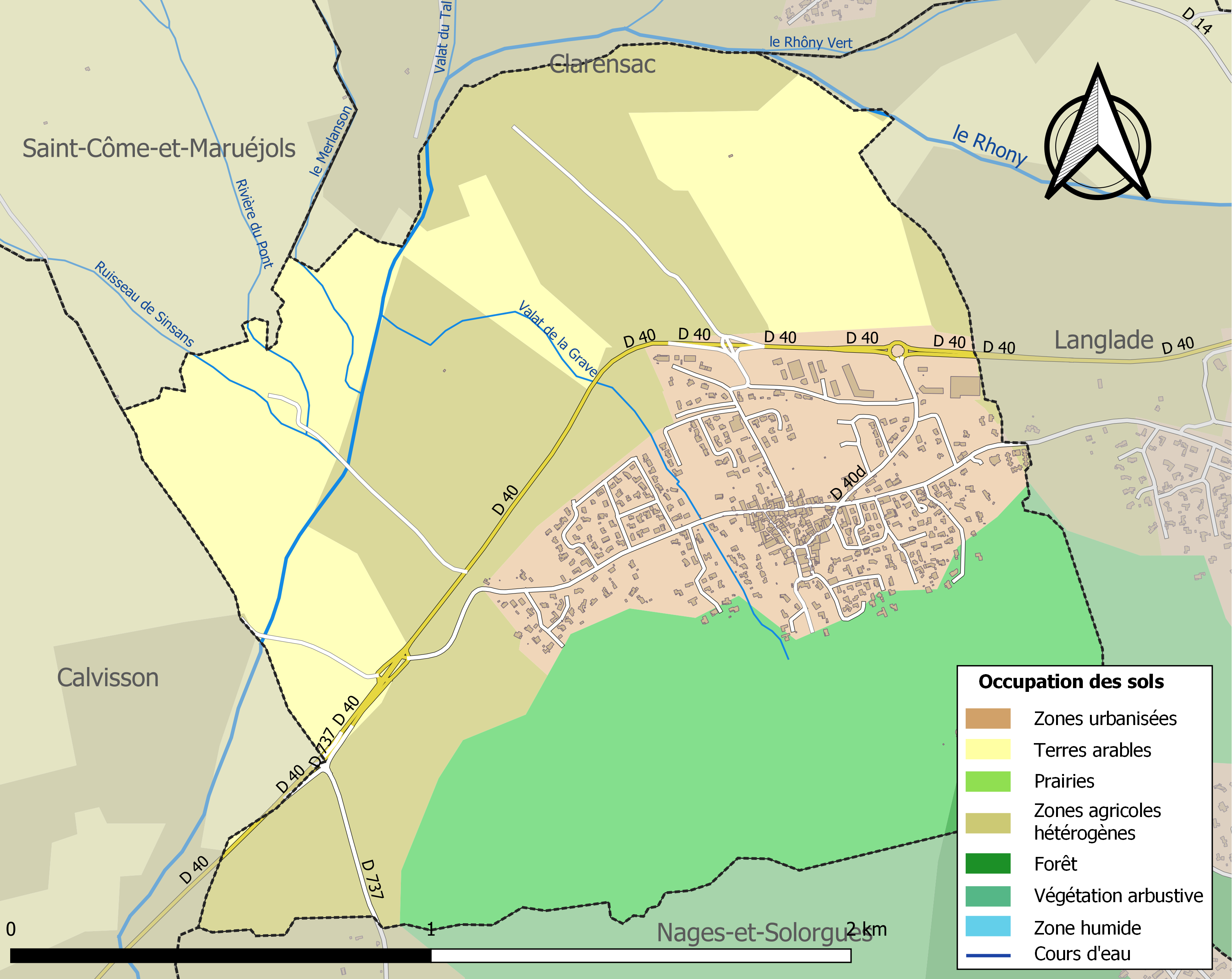
Kaart van de gemeente met belangrijkste infrastructuur, bodemgebruik en omliggende gemeenten

## Demografie
Onderstaande figuur toont het verloop van het inwonertal (bron: INSEE-tellingen).